# Metapone
Metapone es un género de hormigas perteneciente a la familia Formicidae, categorizado en la tribu Crematogastrini. Fue descrito por Forel en 1911.

## Especies
- Metapone bakeri Wheeler, 1916
- Metapone emersoni Gregg, 1958
- Metapone gracilis Wheeler, 1935
- Metapone greeni Forel, 1911
- Metapone hewitti Wheeler, 1919
- Metapone jacobsoni Crawley, 1924
- Metapone johni Karavaiev, 1933
- Metapone kanak Taylor, 2018
- Metapone krombeini Smith, 1947
- Metapone leae Wheeler, 1919
- Metapone madagascarica Gregg, 1958
- Metapone mjobergi Forel, 1915
- Metapone murphyi Wang, Yamada & Eguchi, 2019
- Metapone nicobarensis Tiwari & Jonathan, 1986
- Metapone nivanuata Taylor, 2018
- Metapone quadridentata Eguchi, 1998
- Metapone sauteri Forel, 1912
- Metapone tillyardi Wheeler, 1919
- Metapone tricolor McAreavey, 1949
- Metapone truki Smith, 1953
- Metapone vincimus Alpert, 2007